# Oyndarfjørður
Oyndarfjørður (IPA: [ˈɔindaɹˌfjøːɹʊɹ], danska: Andefjord) är ett samhälle på Färöarna, belägen på östkusten av Eysturoy, på norrsidan av fjorden med samma namn. Samhället tros ha grundats under landnamstiden. Oyndarfjørðurs kyrka är en typisk färöisk träkyrka med grästak, byggd 1838. Vid folkräkningen 2015 hade Oyndarfjørður 139 invånare.

## Befolkningsutveckling
| Befolkningsutvecklingen i Oyndarfjørður 1985–2015 | Befolkningsutvecklingen i Oyndarfjørður 1985–2015 | Befolkningsutvecklingen i Oyndarfjørður 1985–2015 | Befolkningsutvecklingen i Oyndarfjørður 1985–2015 | Befolkningsutvecklingen i Oyndarfjørður 1985–2015 |
| ------------------------------------------------- | ------------------------------------------------- | ------------------------------------------------- | ------------------------------------------------- | ------------------------------------------------- |
|                                                   |                                                   |                                                   |                                                   |                                                   |
| År                                                |                                                   |                                                   | Folkmängd                                         |                                                   |
| 1985                                              | 1985                                              |                                                   | 185                                               |                                                   |
| 1990                                              | 1990                                              |                                                   | 179                                               |                                                   |
| 1995                                              | 1995                                              |                                                   | 165                                               |                                                   |
| 2000                                              | 2000                                              |                                                   | 169                                               |                                                   |
| 2005                                              | 2005                                              |                                                   | 174                                               |                                                   |
| 2010                                              | 2010                                              |                                                   | 146                                               |                                                   |
| 2015                                              | 2015                                              |                                                   | 139                                               |                                                   |
|                                                   |                                                   |                                                   |                                                   |                                                   |